# پارتا (سربیا)
پارتا (به صربی: Parta) یک منطقهٔ مسکونی در صربستان است که در Vršac municipality واقع شده‌است. پارتا ۳۷۶ نفر جمعیت دارد و ۹۹ متر بالاتر از سطح دریا واقع شده‌است.